# Ekkehard Kallee
Ekkehard Kallee (* 30. Januar 1922 in Feuerbach; † 11. Dezember 2012 in Tübingen) war ein deutscher Universitätsprofessor und Nuklearmediziner.

## Leben
Ekkehard Kallee ging ab 1932 aufs humanistische Eberhard-Ludwigs-Gymnasium in Stuttgart, wo er Latein und Altgriechisch lernte, aber vergleichsweise wenig Naturwissenschaften. Im Zweiten Weltkrieg war er von 1940 bis 1945 im Sanitätsdienst, davon ein halbes Jahr in französischer Kriegsgefangenschaft in Bad Niedernau. Er absolvierte bis 1950 ein Medizinstudium an der Universität Tübingen und trat dabei erst spät der Studentenverbindung Tübinger Königsgesellschaft Roigel bei. Er schrieb von 1947 bis 1950 seine Dissertation bei Carl Martius und Adolf Butenandt über Versuche zur Darstellung eines Phosphorsäure-Esters der Citronensäure. Diese Versuche brachten zwar an sich ein negatives Ergebnis, aber mit hochinteressanten Befunden. Er konnte damals die Befunde zweier Chemiker in müheseliger Arbeit widerlegen.
Er heiratete 1965 die Erzieherin und spätere Sozialpädagogin Barbara Kallee, geb. Weigmann, und hatte mit ihr einen Sohn, Stephan Kallee. In seiner Freizeit pflegte er in Ammerbuch zwei schwäbische Streuobstwiesen, zu denen er mit den von ihm jeweils im Sommersemester unterrichteten Zahnmedizinstudenten Wanderungen unternahm. Dadurch wurden seine mit dem lateinischen Slogan ex hortis manibusque Kallee (aus Kallees Gärten und Händen) etikettierten Schnäpse und Liköre in Studentenkreisen sehr bekannt.
Bis zu seiner Emeritierung 1987 war er als Nuklearmediziner und Universitäts-Professor Leiter des Isotopenlabors am Universitätsklinikum Tübingen. Er war emeritiertes Mitglied der European Thyroid Association sowie der Gesellschaft für Endokrinologie und der Deutschen Gesellschaft für Innere Medizin.

## Lehre, Forschung und öffentlicher Auftrag
Eine Grundlage seiner wissenschaftlichen Arbeiten von seiner Doktorandenzeit bis mehr als 20 Jahre nach der Emeritierung bestand aus der Kenntnis der Reversibilität von Adsorptionsvorgängen, wie sie Irving Langmuir in seiner Adsorptionsisotherme formuliert hat. Ekkehard Kallee konnte damit erstmals die Existenz von Adsorptions-Verteilungsgewichten beweisen.
Vor allem gelang ihm mit der Kenntnis der Adsorptionsvorgänge der papierelektrophoretische Nachweis von Spurenproteinen am Beispiel des radiojodmarkierten Insulins. Das bedeutete damals einen Durchbruch um mehrere Größenordnungen für die analytische klinische Chemie. Darauf beruhen letzten Endes alle späteren immunologischen Nachweisverfahren für alle möglichen Wirkstoffe. Er publizierte bereits im Jahr 1954 zwei deutsche Artikel über die von ihm neu entwickelte Nachweismethode mit 131Jod-signiertem Insulin.
Durch Autoradiographien von Papierelektrophoresestreifen konnte er bis zu 10−9 Gramm 131J-Insulin nachweisen. Seren von Menschen, Ratten und Meerschweinchen wurden untersucht und unterschieden sich in ihrer Fähigkeit, die spezifische Adsorption von Kälberinsulin an Filtrierpapier abzuschwächen. Menschenserum eignete sich nach damaligen Untersuchungen am besten für den spezifischen Insulinnachweis, weil hier – im Gegensatz zu Ratten- und Meerschweinchenserum – die charakteristische 131J-Insulinbande erst dann auftrat, wenn nichtradioaktives Trägerinsulin zugefügt wurde. In diesem Forschungsgebiet wurde 1977 die Hälfte eines Nobelpreises für Physiologie oder Medizin an Rosalyn Sussman Yalow für die Entwicklung radioimmunologischer Methoden der Bestimmung von Peptidhormonen vergeben. Sie arbeitete in einer 22-jährigen wissenschaftlichen Partnerschaft mit Solomon Aaron Berson, der sich den Nobelpreis mit ihr beziehungsweise Kallee geteilt hätte, wenn er zum Zeitpunkt der Preisvergabe noch am Leben gewesen wäre.
Die Grundlagen der Reversibilität der Proteinbindung hat Kallee mit seinen Kollegen G. Seybold, J. Wollensak und W. Oppermann sowie mit H. Ott in den Jahren 1952 bis 1959 in Farbstoffbindungsversuchen mit Serumproteinen ausgearbeitet. Auf die Idee des passiven Transports proteingebundener Stoffe kam das Forscherteam durch die Untersuchung von Patienten mit Albumin-Mangel-Erkrankungen.
Eines der Hauptthemen seiner Forschungsarbeiten war die Analbuminämie, eine selten vorkommende Erbkrankheit, von der weltweit nur 50 Fälle publiziert sind. Kallee untersuchte ein schwäbisches Geschwisterpaar mit Analbuminämie über einen Zeitraum von 38 Jahren. Das sind weltweit die ersten beiden Patienten, bei denen diese Krankheit diagnostiziert und publiziert wurde.
Die Analbuminämie-Patientin erhielt eine Substitutionstherapie mit Humanalbumin. Laborbefunde vor und nach der Infusion von großen Mengen Albumin deuteten auf einen Mechanismus, mit dem albumingebundenen Stoffe passiv im Blut sowie vom Blutkreislauf in den Extravasalraum und umgekehrt transportiert werden können. Sie entwickelte in der vierten Dekade ihres Lebens eine extreme Lipodystrophie. Sie hatte eine juvenile Osteoporose, die unter Albumin-Ersatz normalisiert werden konnte. Sie starb im Alter von 69 Jahren an Krebs. Ihr Bruder hat nie Albumin erhalten, obwohl sein Serum nur 60 µg/ml eines Albumin-ähnlichen Proteins enthielt. Er litt an schwerer Osteoporose und starb im Alter von 59 Jahren an Darmkrebs. Trotz hoher Cholesterin-Werte und einer hohen Zahl von Blutgerinnungsfaktoren hatten beide Patienten dadurch keine Nachteile.
Überhaupt gingen die meisten seiner Forschungsprojekte auf den Umgang mit Patienten zurück. Dies gilt insbesondere für die Diagnostik und Therapie von Schilddrüsenerkrankungen als einer der ersten Nuklearmediziner Deutschlands.
Schon lange vor der Katastrophe von Tschernobyl bewertete Kallee den Nutzen und das Risiko der Jodprophylaxe bei Kernreaktorunfällen. Nach dem Reaktorunfall untersuchte er Lebensmittel aus vom radioaktiven Fallout betroffenen Regionen und entwickelte eine Methode, radioaktiv belastetes Fleisch – insbesondere Rentier- und Rehfleisch – durch Pökeln zu dekontaminieren.

## Berühmte Vorfahren
Ekkehard Kallee entstammt einer württembergischen Gelehrtenfamilie:
Sein Vater Albert Kallee war Landgerichtsdirektor in Stuttgart und ein Spezialist für Arbeitsrecht. Seine Mutter Helene Kallee, geb. Schmolz, war eine Lehrerstochter.
Sein Großvater Richard Kallee war Stadtpfarrer in Feuerbach und hat als Heimatforscher unter anderem 102 alemannische Steingräber im Feuerbacher Gräberfeld ausgegraben und 760 Fundstücke dokumentiert. Nach ihm ist die Kalleestraße in Stuttgart-Feuerbach benannt.
Sein Urgroßvater, der General Eduard von Kallee, gilt als unehelicher Sohn König Wilhelms I. von Württemberg und war auf dem Gebiet der Limesforschung tätig.

## Schriften
- Zur Natur der Azorubin-Bindung an Serumalbumin. In: Hoppe-Seylers Zeitschrift für physiologische Chemie 290, 1952, S. 207–215. doi:10.1515/bchm2.1957.308.1.43
- mit Hans Hermann Bennhold: Comparative studies on the half-life of 131I-labeled alubumins and nonradioactive human serum albumin in a case of analbuminemia. Journal of Clinic Investigation 1959, PMC 293232 (freier Volltext)
- Die reversible Bindung von Schilddrüsenhormonen und anionischen Farbstoffen an Proteine und ihre Bedeutung für Permeabilitätsvorgänge an den Zellgrenzen, Tübingen, Medizinische Fakultät, Habilitationsschrift vom 16. Juni 1961.
- mit F. Lohss: Spurennachweis von Albumin durch Analyse von Antigen-Antikörperpraezipitaten., Clinica Chimica Acta 4, 1959, S. 127–133.
- mit Uta Eistert und Richard Wahl: Inhibitory and Disruptive Effects of Some Antirheumatics on Antigen-Antibody Complexes. (PDF-Datei; 914 kB) Clinical Chemistry and Laboratory Medicine 33, 2009, S. 711–714